# Lorenzo Celsi

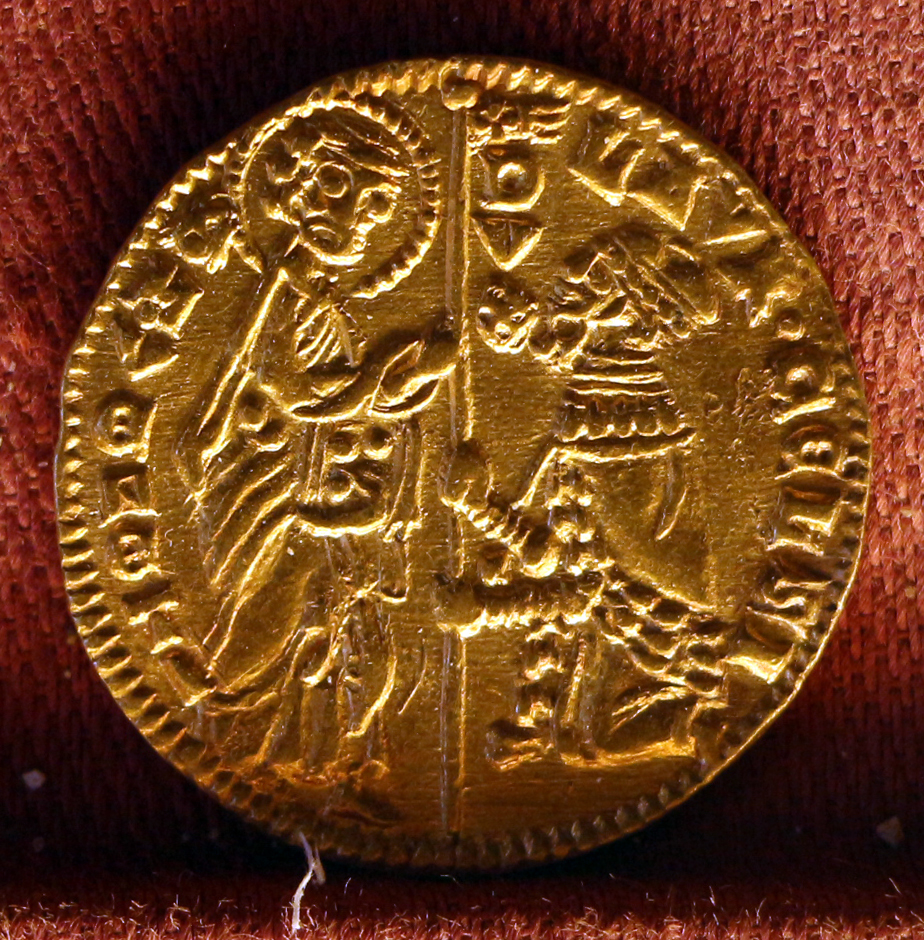
Unter „LAVR.CELSI DVX“ geprägter Zecchino mit dem Dogen kniend vor dem Evangelisten Markus

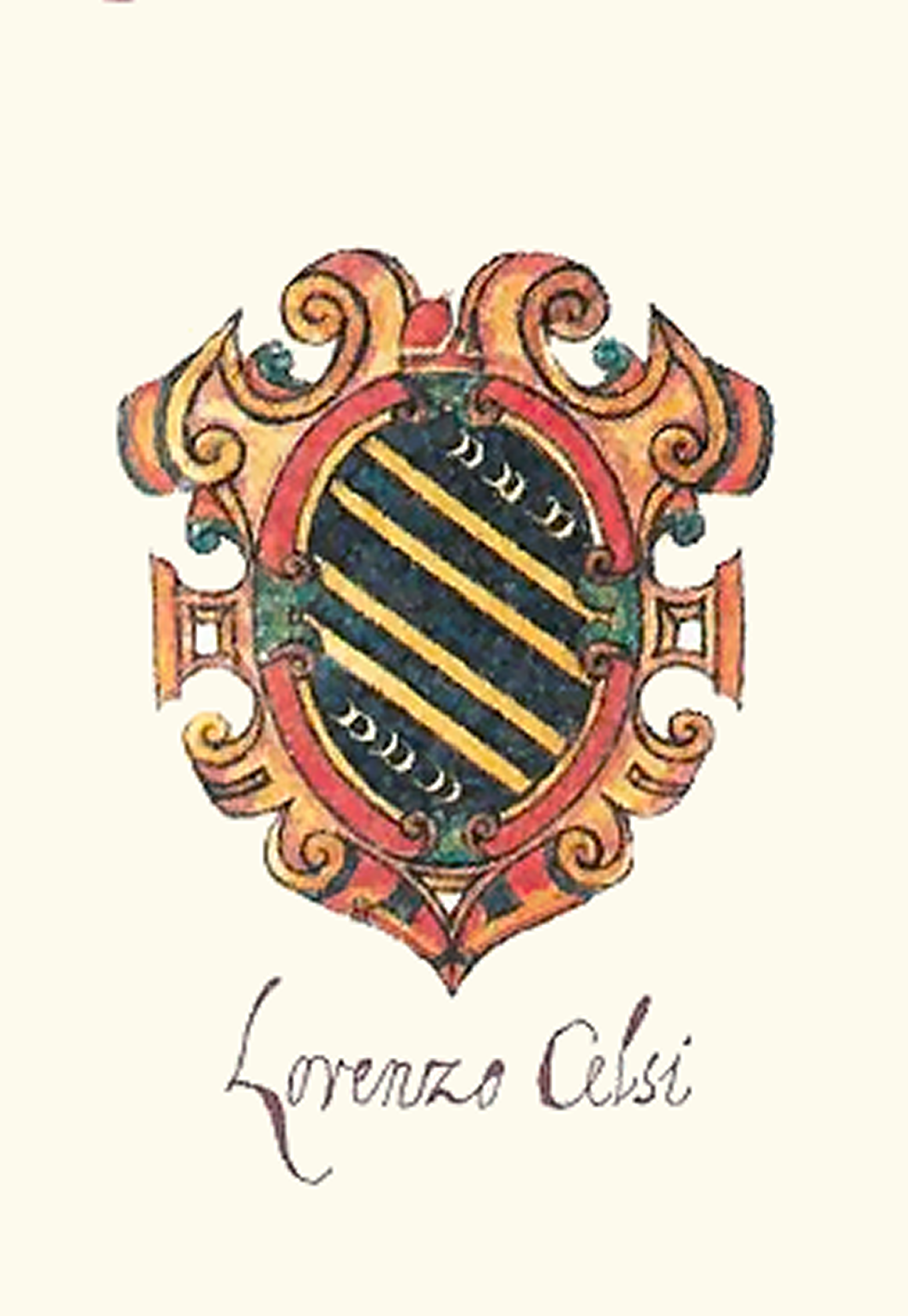
Wappen des „Lorenzo Celsi“, frühes 17. Jahrhundert

Lorenzo Celsi (* 1. Jahrzehnt des 14. Jahrhunderts in Venedig; † 18. Juli 1365 ebenda) war nach der Zählung der staatlich kontrollierten Geschichtsschreibung der Republik Venedig ihr 58. Doge. Er regierte von seiner Wahl am 16. Juli 1361, bzw. seiner Rückkehr nach Venedig am 21. August, bis zu seinem Tod vier Jahre später.
Celsi entstammte einer Familie, die bis dahin politisch nicht hervorgetreten war. Er selbst betätigte sich in verschiedenen der höchsten Gremien, war ein Jahr als Unterhändler am Hof Kaiser Karls IV., trat aber vor allem in den Kriegen gegen Ungarn, die Osmanen und vor allem gegen Genua hervor. In einer Situation schwerer innerer Konflikte, in denen es um die Machtbeteiligung, aber auch um Fragen des Protektionismus in der Handelspolitik ging, genügte das Gerücht eines Schlages der Flotte unter Führung Celsis gegen die Genuesen, um ihn zum Dogen zu wählen.
Das gravierendste Ereignis während seiner kurzen Regierungszeit war der Aufstand der venezianischen Siedler auf Kreta, dessen vorläufige Niederschlagung Celsi in Venedig aufwändig feiern ließ. Dabei war auch Petrarca anwesend, mit dem Celsi eine Freundschaft verband.
Die Auseinandersetzungen innerhalb des Patriziats setzten sich derweil fort, jedoch ist die Rolle Celsis in diesen Kämpfen nicht mehr nachvollziehbar, weil die Prozessakten, nachdem Celsi verstorben war, vernichtet wurden. Möglicherweise wäre er ansonsten, ähnlich wie ein Jahrzehnt zuvor Marino Falier, hingerichtet worden.

## Leben

### Familie

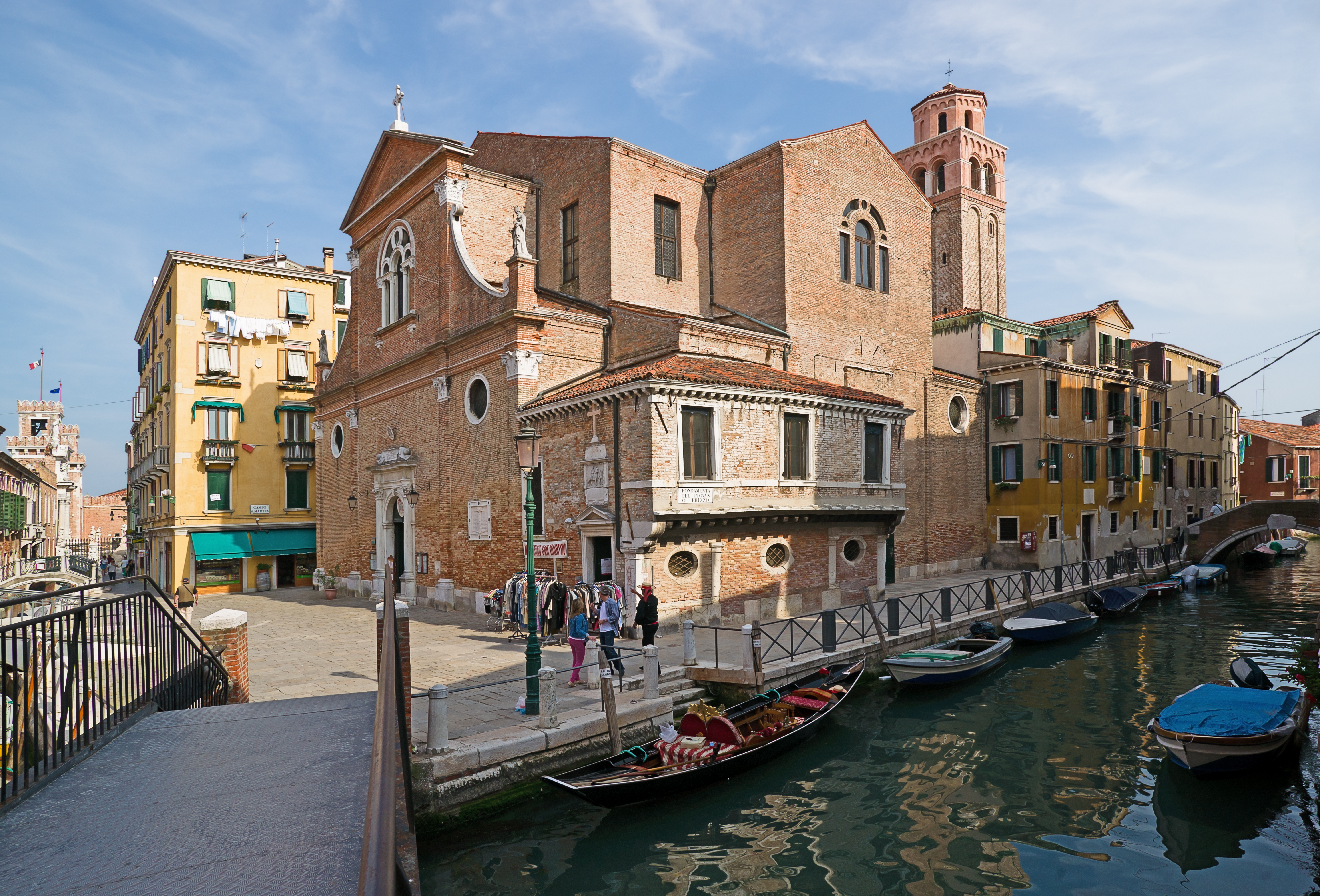
Die heutige Kirche San Martino nebst der zugehörigen Scuola, unweit des Arsenals gelegen

Lorenzo Celsi wurde als Sohn des Marco Celsi, des späteren Prokuratoren von San Marco geboren. Ihren Sitz hatte die Familie in der Gemeinde San Martino im Osten der Stadt. Geboren von einer namentlich nicht überlieferten Frau im ersten Jahrzehnt des 14. Jahrhunderts, laut Emmanuele Antonio Cicogna im Jahr 1308, wuchs er in einer vermögenden Familie auf.
Lorenzo Celsi war mit einer Maria verheiratet, von der der Familienname nicht überliefert ist. Das Paar hatte mehrere Töchter, von denen nur Anna und Orsa namentlich überliefert sind. Maria wurde in einigen Genealogien mit Marchesina Ghisi verwechselt, der Ehefrau des Dogen Lorenzo Tiepolo.

### Ämterlaufbahn
Allerdings ist seine politische und militärische Karriere insofern überraschend, als aus seiner Familie niemand an einem solchen Lebensweg Interesse zeigte. Selbst sein Vater gelangte erst in das besagte Amt, als sein Sohn bereits zum Dogen aufgestiegen war.
Die Abfolge von Ämtern, die Lorenzo Celsi in den rund zwölf Jahren zwischen 1349 und seiner Wahl zum Dogen bekleidete, ist nur mit erheblichen Unsicherheiten nachzuzeichnen. Denn es besteht durch die Wahl immer der gleichen begrenzten Zahl von Vornamen innerhalb der Familie, was in Venedig häufig vorkam, große Verwechslungsgefahr. Daher haben sich Historiker häufig auf die späteren Genealogen verlassen müssen. Bei Lorenzo Celsi besteht etwa die Gefahr einer Verwechslung mit einem gleichnamigen Angehörigen der Celsi-Familie aus dem Sestiere San Marco. Dieser Lorenzo Celsi war 1350 Kandidat für den Senat, dann von Januar bis Juli 1351 und erneut von Oktober 1351 bis Januar 1352 einer der Savi, der erfahrenen Männer, die in einem Gremium saßen, das über Maßnahmen gegen das verfeindete Genua beraten sollte. Sie war die mächtigste Handelsrivalin, mit der man sich 1350 bis 1355 nicht zum ersten Mal im Krieg befand. Dieser Lorenzo Celsi war vielleicht ein Onkel des späteren Dogen.

#### Kandidat für den Senat, Flottenführer in der Ägäis (1353)
Im öffentliche Leben trat Lorenzo Celsi wahrscheinlich schon vor 1349 auf, als er gleichfalls als Kandidat für den Senat, das Consilium Rogatorum erscheint, wie das hochrangige politische Gremium zu dieser Zeit noch hieß. Erneut im Jahr 1352 wurde er für diese hohe Stellung vorgeschlagen, die in Fragen des Handels ausschlaggebend war.
Im Juli 1353 wurde er zum Capitano da Mar bestimmt, wobei er in diesem Rang als Flottenführer fünf Galeeren kommandierte, die die Handelsschiffe „in Turchia“ begleiten sollten. Diese Schiffe trugen Weizen. Lorenzo Celsi gelang es bei dieser Gelegenheit, „aput Marmoram“ feindliche Schiffe aufzubringen. Häufig führten derlei Maßnahmen im Seehandel dazu, dass Waren konfisziert wurden. Er und einige andere Amtsträger wurden später angeklagt, rechtswidrig Waren eines französischen Händlers eingezogen zu haben.

#### Podestà von Treviso (1354–1355), Unruhen auf Kreta

Aufteilung Kretas in Sechstel entsprechend den Stadtquartieren Venedigs

Im August 1354 ging Celsi für ein Jahr als Podestà nach Treviso, das Venedig 1339 als erste Stadt auf dem italienischen Festland besetzt hatte. Mit dieser Besetzung wurden Rechte des Römisch-deutschen Reiches verletzt. Als die Kämpfe mit dem ungarischen König begannen, in dessen Auftrag Francesco da Carrara, Signore von Padua, Treviso im Jahr 1356 angriff, war Celsi in Dalmatien und auf Istrien tätig, wohin sich der Kriegsschauplatz ausgedehnt hatte.
Doch nicht nur dort war das venezianische Kolonialreich bedroht. In diesen Kämpfen kam Celsi eine eher beratende Funktion zu, denn er gehörte vom 3. bis zum 25. August 1355 einer Kommission an, die über nicht näher spezifizierte Vorgänge auf Kreta zu befinden hatte. Dort war es in der Inselhauptstadt Candia durch Tito Venier und Francesco Gradenigo zu Spannungen gekommen, in deren Folge ihr Grundbesitz konfisziert wurde. Im Gegensatz zu seinen Kollegen, die für die Entsendung von Provveditori plädierten, die nicht nur für die Strafverfolgung, sondern auch für Reformen sorgen sollten, setzte sich Celsi mit seinem Vorschlag durch, die Verurteilung der beiden Hauptschuldigen und möglicher Komplizen den Rettori der Insel zu überlassen. Dabei stimmte er der Einziehung ihrer Lehnsgüter, „feudi“ genannt, zu. Über diese Rebellion ist ansonsten nur wenig bekannt. Die feudatores der Insel beklagten sich ihrerseits beim Senat, der daraufhin die Einziehung der Güter rückgängig machte. Dennoch beobachtete man in Venedig die Tätigkeit der beiden Familien, die später eine zentrale Rolle beim Aufstand der venezianischen Siedler auf Kreta (1363–1366) spielten, mindestens seit zehn Jahren, denn sie waren bereits seit geraumer Zeit durch die Kaperung katalanischer Schiffe als Störer des Handels aufgefallen.

#### Krieg gegen Ludwig von Ungarn: Heerführer in Dalmatien (1355–1357), Istrien (1357–1358)
Im Dezember 1355 wurde Lorenzo Celsi als Heerführer im Konflikt mit dem König von Ungarn um Dalmatien eingesetzt. Auch oblag ihm die Rückgewinnung der Festungen Clissa und Scardona in der Nähe von Spalato, dem heutigen Split. In diesen Auseinandersetzungen waren aber schon der Capitano generale da Mar und die Provveditori di Schiavonia federführend. In diesem Amt blieb er bis Ende Januar 1357, wobei er als Conte in Scardona residierte. Diese Stadt war am 10. Januar 1356 an Venedig abgetreten worden, nur wenige Tage nach seiner Ankunft in Dalmatien. Im Jahr 1357 wurde er zum Capitano generale in Istria gewählt, doch kehrte er nach Abschluss des Friedensvertrages mit König Ludwig von Ungarn bereits im Februar 1358 nach Venedig zurück.
Dort erscheint er noch im Dezember als Zeuge für Ulrich von Reifenberg im Zusammenhang mit der Stadt Grisignana. Von diesem hatte Venedig 1358 diese Stadt, das heutige Grožnjan, für 4.000 Dukaten erworben.

#### Unterhändler am Hof Kaiser Karls IV. um den Status Trevisos (1359–1360)
Von Januar 1359 an war er für ein Jahr in diplomatischer Mission am Hof Karls IV. Im Vordergrund stand dabei die Frage nach der Legitimierung des Besitzes von Treviso und Conegliano, die von Venedig okkupiertes Reichsgebiet darstellten, und damit einen neuen rechtlichen Status benötigten. Nur so ließ sich ein Konflikt mit dem Römisch-deutschen Reich vermeiden. Gemeinsam mit Paolo Loredan und Andrea Contarini versuchte man als Lösung die Rechtsform eines kaiserlichen Vikariats anzustreben. Im Juni folgte eine zweite Legation gemeinsam mit den späteren Dogen Marco Corner und Giovanni Gradenigo, die dazu neigten, dieses Angebot anzunehmen. Dabei kam auch das Thema Kreuzzug und Hilfe durch die Venezianer auf.
Im Januar 1360 wurden Marco Corner und Giovanni Gradenigo zurückberufen, so dass nun Lorenzo Celsi die venezianischen Interessen allein vertrat. Dann musste er sich noch um die kaiserliche Intervention beim Herzog von Österreich kümmern, die notwendig wurde, weil seine Kollegen dort, genauer in Senj, gefangen gehalten wurden; trotz dieser Bemühungen wurden Corner und Gradenigo erst zwei Jahre später wieder freigelassen. Lorenzo Celsi vermied es auf seinem Rückweg nach Venedig dementsprechend, österreichisches Territorium zu berühren.

#### Capitano del Golfo, Flottenführer gegen Osmanen bei Gallipoli (1360–1361)

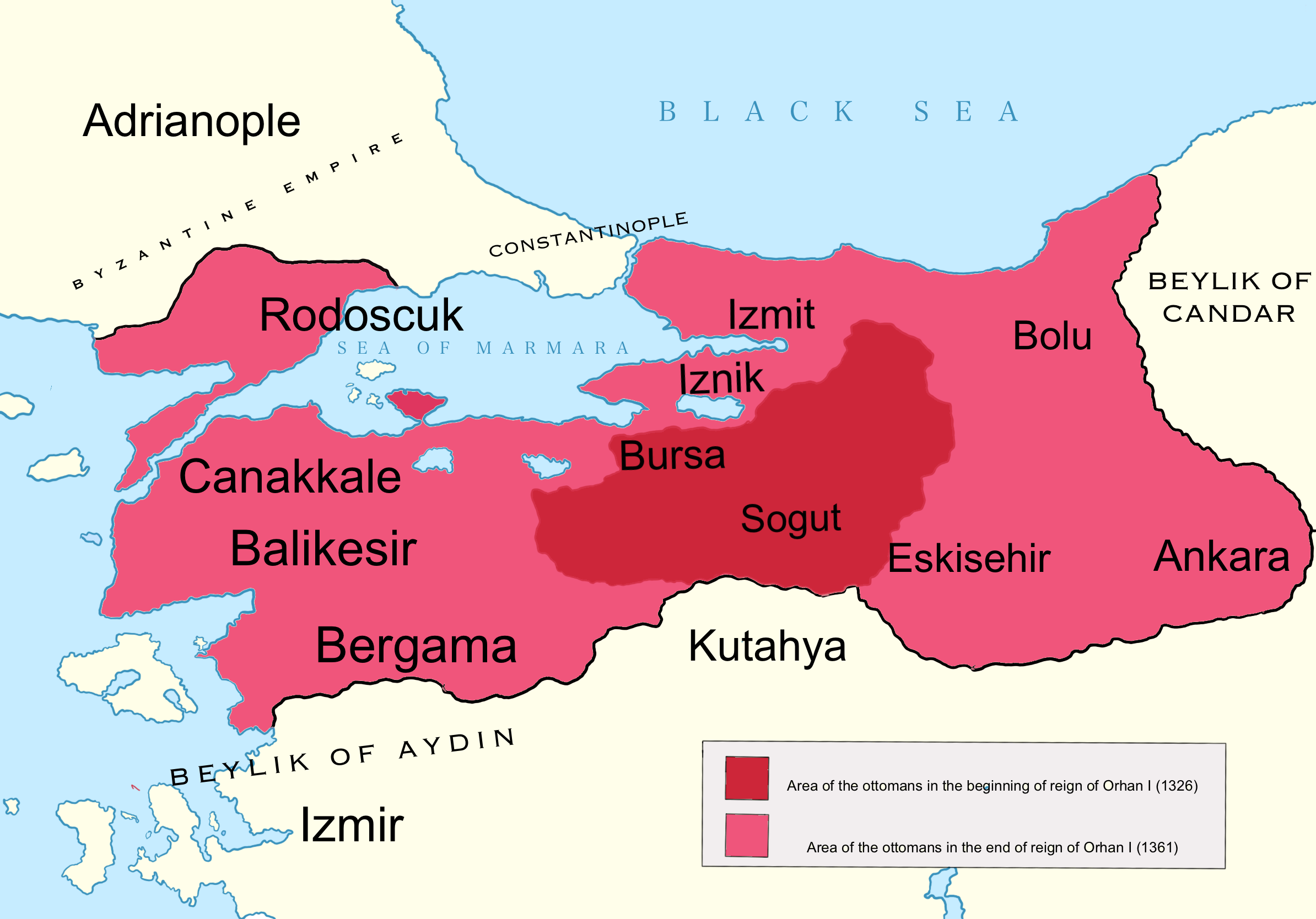
Die Expansion des Osmanenreiches zwischen 1326 und 1361

Im November 1360 wurde Celsi zum Capitano del Golfo ernannt, womit er für die Flotte in der Adria verantwortlich war. Gian Giacomo Caroldo berichtet, wie er gemeinsam mit zwei Galeeren aus Zypern und von Rhodos, die mit Venedig verbündet waren, in den Gewässern vor Gallipoli gegen die ‚Türken‘ vorging. Die Stadt Gallipoli auf der gleichnamigen Halbinsel war 1354 als erste europäische Stadt von den kleinasiatischen Osmanen erobert worden. Bei der Gelegenheit habe er einige Schiffe zerstören lassen, weil er annahm, dass sich darauf Genuesen befanden. Eine Reihe weiterer Positionen, Ämter und Tätigkeiten lässt sich nicht mit Sicherheit Lorenzo Celsi zuordnen.

### Dogenamt

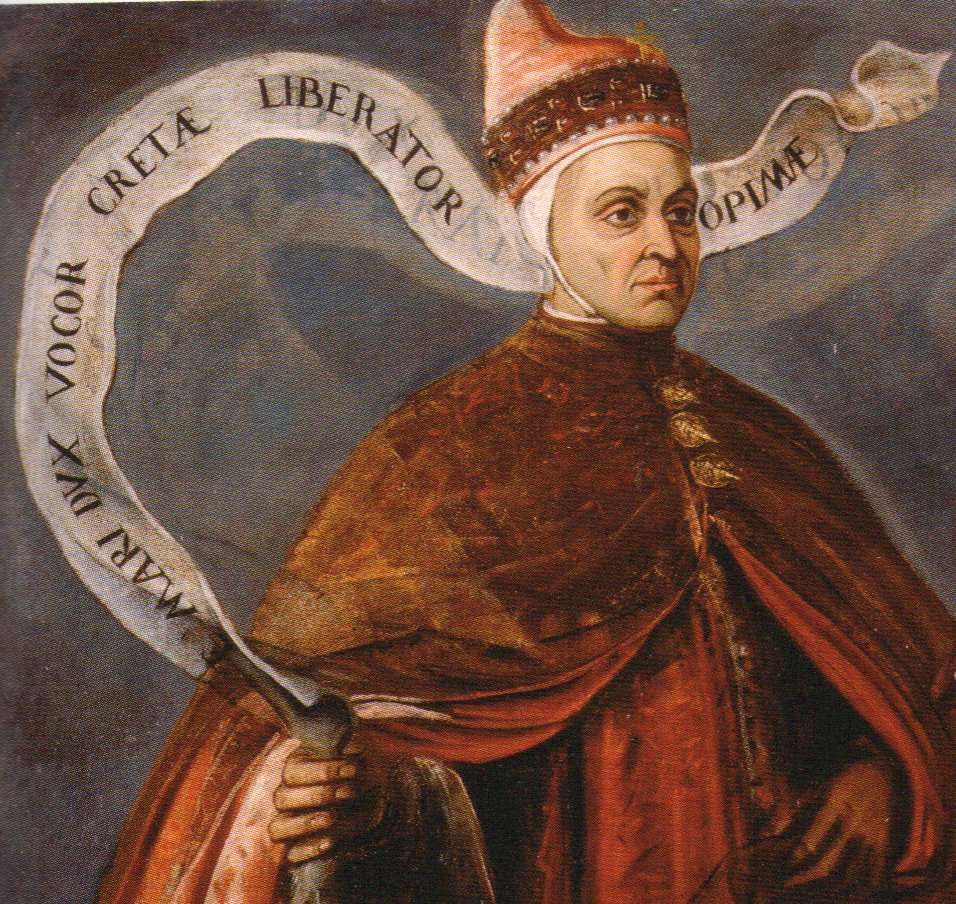
Domenico Tintoretto: Der Doge im Porträt im Dogenpalast; das Spruchband betont seine Rolle als „Cretae liberator“, als ‚Befreier Kretas‘

Während Celsi noch Capitano del Golfo war und sich in Candia aufhielt, wurde er am 16. Juli 1361 überraschend zum Dogen gewählt. Als nämlich die Elektoren noch zwischen Pietro Gradenigo, dem Sohn des Dogen Bartolomeo Gradenigo, Leonardo Dandolo, Marco Corner (der noch immer in Senj in Gefangenschaft saß) und dem Prokurator Andrea Contarini schwankten und Celsi noch nicht einmal in die engere Auswahl gekommen war, so heißt es, erreichten die Stadt Nachrichten von seinen Erfolgen gegen die Genuesen. Dies brachte Celsi die entscheidenden Stimmen. Vizedoge wurde bis zur Rückkehr Celsis vorläufig Marco Soranzo. Nach seiner Wahl wurde er von zwölf Gesandten am 21. August feierlich nach Venedig geleitet.
Am 29. September 1361 wurde unter großen Feierlichkeiten der Herzog von Österreich empfangen, am 5. Dezember  Peter von Lusignan, der König von Zypern. Letzterer suchte Verbündete für einen neuen Kreuzzug. Zudem hielt die Dogaressa Maria Celsi im Oktober ihren feierlichen Einzug in den Dogenpalast, bei dem es jedoch zu einem Tumult kam.

#### Wirtschaftskrise, Kampf um Protektionismus, Aufstand auf Kreta
In Venedig war das Patriziat – entgegen dem Anschein, den man versuchte zu wahren – mit scharfen internen Auseinandersetzungen über die zukünftige Machtbeteiligung und die Ausrichtung der Wirtschaftspolitik beschäftigt. Die wenigen Jahre, in denen Celsi an der Spitze des Staates stand, gelten als Höhepunkt dieser Auseinandersetzungen innerhalb dieser führenden Familien. Auf der einen Seite standen dabei die „Oltranzisti“, die entschlossen waren, die wirtschaftliche und politische Vorherrschaft einer sehr kleinen oligarchischen Gruppe durchzusetzen. Ihnen gegenüber standen die „Moderati“, die ‚Gemäßigten‘, denen die Partizipation einer sehr viel größeren Gruppe vorschwebte. Ein Interesse, an dem Prinzip einer Vorherrschaft des Adels und des Ausschlusses aller anderen Gesellschaftskreise aus dem politischen Bereich und aus großen Teilen der Wirtschaft, etwas zu ändern, bestand weder auf der einen, noch auf der anderen Seite. Aber den ‚Moderaten‘ lag daran, ausländisches Kapital, wenn auch nur unter bestimmten Bedingungen, zuzulassen, ebenso wie Geldeinlagen ausländischer Potentaten.
Mit der Einrichtung des Officium de navigantibus, das mit seinen finanziellen Restriktionen diejenigen Überseehändler bevorzugte, die über großes Geldvermögen verfügten, schienen die Oltranzisti den Sieg davonzutragen. Doch diese Erfolge verschärften nur die ökonomische Krise Venedigs. Als Ausdruck dieser Krise, auch der rücksichtslosen Ausbeutung der Kolonien, gilt der Aufstand der venezianischen Siedler auf Kreta, der schließlich die Wende einläutete. Am 22. November 1363 wurde das Officium wieder abgeschafft. Mit knapper Mehrheit wurde nun ausländisches Kapital wieder zugelassen, dem die Oltranzisti den Zugang zum Kapitalmarkt verwehren wollten. Doch war der Kampf damit noch nicht beendet. Die Befürchtung, die Oltranzisti könnten eine Diktatur errichten, führte zu Prozessen, die sich in den Jahren 1363 bis 1365 auch gegen frühere Komplizen des Dogen Marino Falier richteten, ja, sogar gegen diejenigen, die längst verurteilt waren.

#### Widerstand gegen das Adelsregiment, die Rolle derScuoleund Zünfte (1363–1366)

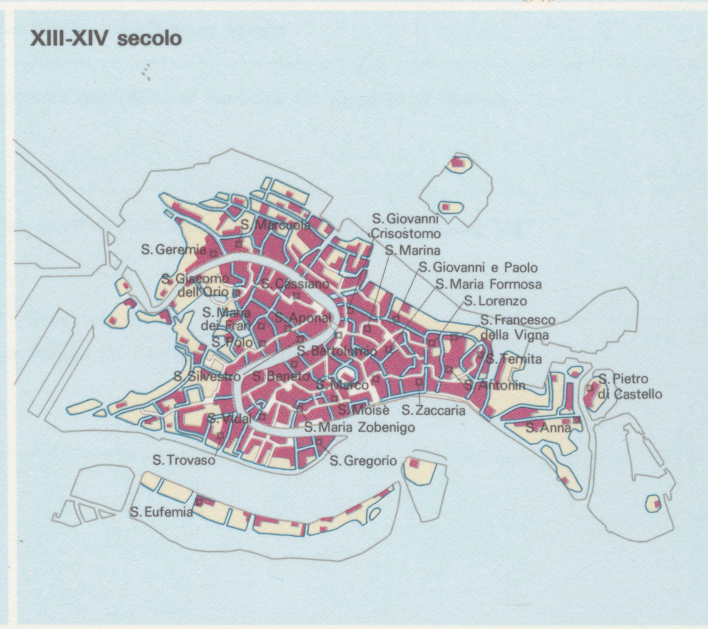
Karte der Inseln Venedigs im 13./14. Jahrhundert

Die venezianische, spätestens seit Andrea Dandolo staatlich gesteuerte Geschichtsschreibung, die die Auseinandersetzungen innerhalb der Magnaten keineswegs verschwieg, vermied es weitgehend, die Aktivitäten und Ideen der Popolanen zu benennen. Selbst in den Dokumenten des Rates der Zehn, der seit 1310 für die Staatssicherheit und die Verfolgung von Verschwörern verantwortlich war, tauchen diese meist nur verklausuliert auf, oder die Dokumente wurden gar ausdrücklich vernichtet.
Am 15. Februar 1363 begann der Rat der Zehn, zu dem die zehn Männer gehörten (die in diese Funktion durch den Großen Rat gewählt wurden, die Generalversammlung der erwachsenen, adligen Männer), aber auch die sechs Berater des Dogen sowie der Doge selbst gehörten, zu ermitteln. Dabei votierte das 17-köpfige Gremium mit elf zu einer Stimme bei zwei Enthaltungen dafür, gegen den Goldschmied Francesco Enzignerio zu ermitteln. Dieser war Diakon in der Scuola Santa Maria della Misericordia. Aufgrund nicht näher genannter, von ihm geäußerter Worte wurde er auf Lebenszeit aus diesem Amt verbannt. Gegen den Schreiber der Scuola, Nicoletto Stella aus San Raffaele, gingen die Zehn ebenfalls vor. Er wurde auf Lebenszeit aus allen Scuole verbannt. Doch damit nicht genug veranlasste der Doge, dazu seine Berater und einer der drei Capi des Rates der Zehn, dass in Zukunft niemand mehr Mitglied einer Scuola ohne Erlaubnis des Dogen, seiner sechs Räte und von mindestens acht der zehn Mitglieder des Rates der Zehn sein durfte. Von nun an mussten die Scuole zudem Mitgliederlisten vorlegen. Offenbar wollte die Signoria die Scuole schärfer überwachen. Der besagte Schreiber hatte offenbar im Kapitular die obligatorische Reverenz vor dem Regiment der Stadt mit dem Wort „Vacat“ versehen – diese Reverenz sollte also ausdrücklich weggelassen werden. Innerhalb der Scuola führte dies zu heftigem Streit. Francesco di Monte, ein Angehöriger der Scuola, der Enzignerio offenbar hinausgeworfen hatte, war demzufolge der Auslöser für die Aktivitäten der höchsten Organe.
Doch 1366 gingen die Zehn noch weiter, denn sie versuchten, Adlige in die Scuole zu bringen. Dies geschah, indem die besagten Listen dazu benutzt wurden, die Rekrutierung neuer Mitglieder – etwa nach Tod oder Verbannung aus der Scuola – so zu gestalten, dass die gesetzlich vorgegebene Mitgliederzahl immer erreicht wurde. Mitglieder, die nach Erreichen dieser Vorgabe eintraten, konnten nur noch Adlige sein, denn für sie galt diese Limitierung nicht (mehr). Außerdem wurde den Angehörigen verboten, für Stiftungen die Güterverwaltung zu übernehmen, es sei denn, sie taten dies als Privatleute. Damit versuchte man wohl zu verhindern, dass die Scuole in dieser Hinsicht zur Konkurrenz für die Prokuratoren von San Marco wurden, oder wohl noch mehr, dass sie zu einer Art Gegenmacht auch für nichtkonforme Adlige werden konnten.

#### Einstellung des Verfahrens gegen Celsi nach seinem Tod
Die Rolle Celsis in dem harten Konflikt innerhalb des Adels ist gleichfalls schwer zu bestimmen. „Schon die Zeitgenossen sagten ihm nach, er habe Neigungen wie Falier gehabt und sei für seinen Kopf gerade in guter Stunde gestorben“, vermerkt Heinrich Kretschmayr in seiner Geschichte von Venedig, und erinnert damit an den Dogen Marino Falier, der ein Jahrzehnt zuvor hingerichtet worden war.
Am 30. Juli 1365, nur zwölf Tage nach Celsis Tod, beschloss der Rat der Zehn, der 1310 zum Zweck der Niederschlagung von Aufständen und Konspirationen eingerichtet worden war, das laufende Verfahren gegen Celsi einzustellen und alle Akten zu vernichten. Auch sollte über das Verfahren höchste Geheimhaltung geübt werden. Dass der Großkanzler Benintendi de’ Ravegnani gleichfalls um diese Zeit starb, verstärkte die sowieso vorhandenen Gerüchte über Celsis womöglich unnatürlichen Tod.
Diese Art der Einstellung des Verfahrens hat zur Folge, dass bis heute Unklarheit über die Anführer der Konspiration herrscht. Eine nur einen Tag nach Celsis Tod eingeführte Änderung am Amtseid des Dogen, der promissione ducale, könnte darauf hinweisen, dass Celsi mehr persönliche Macht erstrebt hatte. Denn in diesem Eid wurde den Avogadori di Comun, einer Art oberste Ankläger der Kommune, aufgetragen, gegen derlei Versuche vorzugehen. Auch wurde Celsi nie offiziell rehabilitiert.
Allerdings wurde ausdrücklich festgehalten, dass, „facta examinatione diligenti, est repertum illam infamiam nullatenus esse veram“. Nach sorgsamer Prüfung habe sich also herausgestellt, dass die schweren Vorwürfe haltlos waren. Vielleicht wollte man so vermeiden, nachdem der Doge nun einmal verstorben war, dass sein Streben weitere Kreise zog oder überhaupt bekannt wurde. Während die beiden Kandidaten bei der Dogenwahl, nämlich Pietro Gradenigo und Antonio Contarini, den Oltranzisti anhingen, kann dies für Celsi nicht nachgewiesen werden. Während der beiden protektionistischen Jahre unterstützte Celsi in keiner Weise die schädlichen Bemühungen des Oltranzistenführers Pietro Zane.

#### Petrarca und Sanudo
Von Celsi haben sowohl Petrarca als auch der venezianische Geschichtsschreiber Marin Sanudo überliefert, dass er ein außerordentlich prachtliebender Doge gewesen sei. Eine lange Aufstellung von Schmuckstücken und Juwelen ist in seinem Testament überliefert. Im Dogenpalast soll er wilde Tiere, exotische Vögel und einen ganzen Stall edler Pferde gehalten haben. Bei öffentlichen Veranstaltungen zeigte er sich weiß gekleidet, während seine Vorgänger üblicherweise in Rot gekleidet waren. Auf dem Markusplatz ließ er Turniere veranstalten, er selbst war ein leidenschaftlicher Turnierkämpfer. Seinen Corno, seiner Amtsmütze, soll er mit einem Kreuz versehen haben, damit jeder gezwungen war, ihn zu grüßen, und schließlich ließ er sich bei öffentlichen Auftritten eine Art Szepter vorantragen.
Die Beziehungen zu Petrarca erweisen aber auch das Interesse Celsis für kulturelle Fragen. Auch verband ihn eine Freundschaft mit dem Großkanzler Benintendi de’ Ravegnani, der dem Dogen ein heute verlorenes Werk widmete, die Ad illustrem Dominum Laurentium Celsi Venetiarum Ducem Commendatoria vitae actae, et exhortatoria peragendae.
Petrarca vereinbarte, nach seinem Ableben Venedig seine Sammlung von Codices, gegen Unterbringung in einem venezianischen Palast, zu überlassen (4. September 1362). Am 10. August 1364 schrieb Petrarca einen Brief aus Venedig, wo er als Gast des Dogen weilte. Darin lobte er die Stadt und beschrieb die Feierlichkeiten auf dem Markusplatz anlässlich des Sieges über die Aufständischen auf Kreta, aber auch die Bronzequadriga, die den Markusdom schmückte. Petrarca saß neben Celsi auf einem Balkon über dem Eingangsportal der Kirche, von wo man den Platz gut überblicken konnte.

## Grabmal

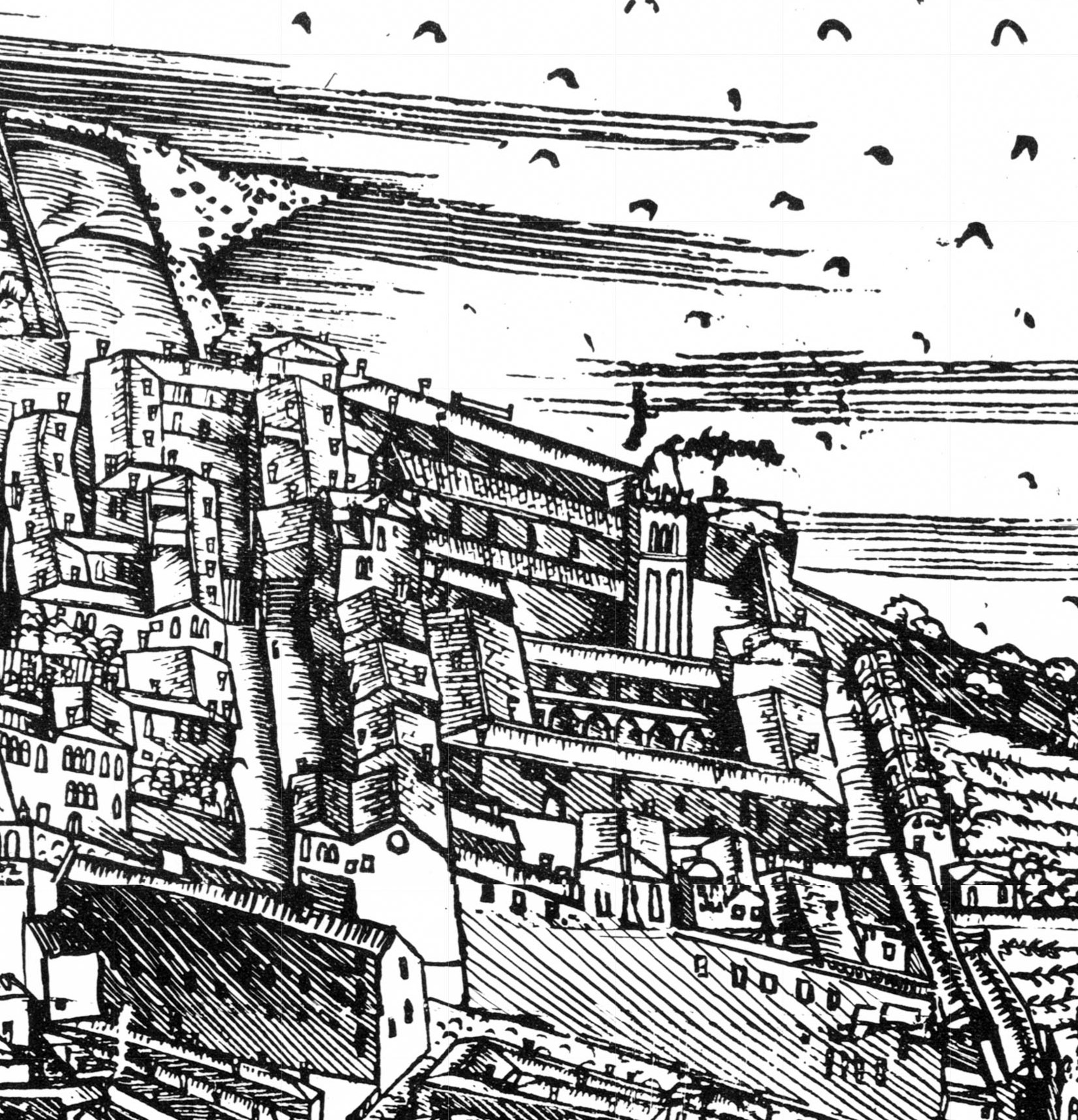
Die Kirche Santa Celestia im Plan des Jacopo de’ Barbari, entstanden bis 1500

Der Doge wurde in der Kirche Santa Celestia begraben, die im Zuge der Erweiterung des Arsenals zerstört worden ist. Von seinem Grabmal ist nur wenig erhalten. Lorenzos Vater Marco Celsi, der selbst am 24. Januar 1366 starb, war noch Sachwalter des letzten Willens seines Sohnes geworden.

## Literatur

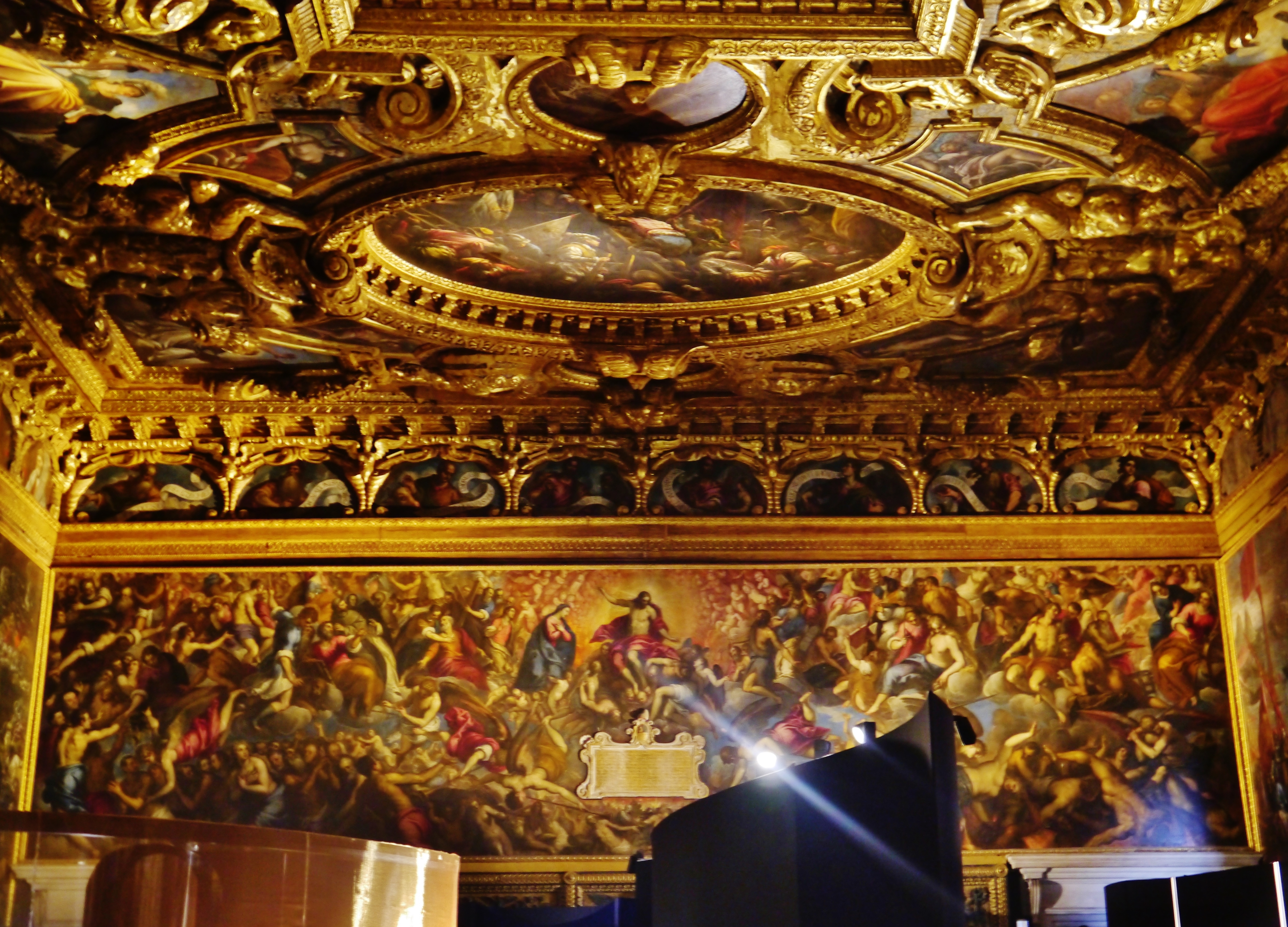
Dogendarstellungen in der Sala dello Scrutinio im Dogenpalast oberhalb des Letzten Gerichts von Palma d. J.